# Speicherkraftwerk
Ein Speicherkraftwerk bezeichnet einen großen Energiespeicher, in welchem elektrische Energie zwischengespeichert werden kann. Speicherkraftwerke wandeln elektrische Energie je nach Kraftwerkstyp in potenzielle (Lageenergie), kinetische, chemische oder Wärmeenergie um, die in dieser Form eine bestimmte Zeit gespeichert und bei Bedarf wieder in elektrische Energie zurück konvertiert werden kann.
Bei der Speicherung und Rückgewinnung kommt es abhängig vom Kraftwerkstyp und Dauer der Speicherung zu einem Energieverlust, woraus sich der durchschnittliche Wirkungsgrad einer Anlage bestimmen lässt.

## Aufgaben von Speicherkraftwerken
Elektrische Stromnetze können keine Energie speichern. Da es sowohl im Verbrauch als auch in der Bereitstellung von Strom zu Schwankungen kommt, dienen Speicherkraftwerke im Rahmen der Netzregelung der Bereitstellung von Regelleistung und Bedarfsreserven. Dazu gehören:
- Ausgleich von Verbrauchsschwankungen und Spitzenlasten je nach Tageszeit (Lastprofil)
- Ausgleich von zeitlichen und meteorologischen Schwankungen bei der Stromerzeugung durch Solaranlagen und Windkraftanlagen. Aufnahme von überschüssigem Strom.
- Ausgleich bei Netzstörungen oder dem Ausfall einzelner Kraftwerke.
- Vermeidung von Stromausfällen und Erleichterung des Hochfahrens von Kraftwerken nach einem Stromausfall. Viele Speicherkraftwerke sind schwarzstartfähig.

Speicherkraftwerke sind technisch so gestaltet, dass sie in möglichst kurzer Zeit bedarfsmäßig elektrische Leistung liefern können. Batterie-Speicherkraftwerke und Schwungräder können innerhalb von Millisekunden Energie bereitstellen. Druckluft- und Pumpspeicherkraftwerke sind innerhalb weniger Minuten leistungsbereit. Der Leistungsbereich liegt je nach Anlage bei einigen Kilowatt bis zu einigen 100 MW, die Dauer der Bereitstellung kann zwischen wenigen Minuten oder auch mehreren Stunden liegen.

## Bedeutung für die Energiewende
Mit verstärktem Ausbau von Wind- und Solarenergie im Rahmen der Energiewende, deren Einspeisung wetterabhängig ist, ist ein Ausbau von Speicherkraftwerken erforderlich. Während unterhalb eines Anteils von 40 % erneuerbarer Energien an der Jahresstromerzeugung eine Ausregelung durch Wärmekraftwerke sowie eine geringfügige Abregelung von Erzeugungsspitzen der erneuerbaren Energien eine effiziente Möglichkeit zum Ausgleich darstellt, wird oberhalb dieser Schwelle verstärkt Speicherkapazität benötigt. Für Deutschland wurde 2013 davon ausgegangen, dass frühestens ab dem Jahr 2020 weitere Speicher benötigt würden. Bis zu einem Anteil von ca. 40 % erneuerbarer Energien an der Jahresstromproduktion ist eine flexiblere Betriebsweise der bestehenden konventionellen Kraftwerke die vorteilhafteste Möglichkeit zur Einbindung von regenerativen Energien, erst darüber werden zusätzliche Speicherkraftwerke benötigt. Speicher, die vorher gebaut werden, ermöglichen stattdessen eine bessere Auslastung von Braunkohlekraftwerken, zulasten weniger umweltschädlicher Kraftwerke (Steinkohle und Erdgas), und erhöhen somit die CO2-Emissionen.

## Kraftwerkstypen
Die verschiedenen Speicherkraftwerke unterscheiden sich primär durch das Speichermedium mit welchem die Energie gespeichert wird. Hierbei werden physikalische Methoden, wie das Speichern mit Hilfe von Wärme, Potential- oder Druckunterschieden, sowie chemische Methoden verwendet.

### Lageenergiespeicher (Potentielle Energie)
Die folgenden Typen nutzen die potenzielle Energie (Lageenergie) einer Speichermasse als Energieform für die Zwischenspeicherung:

#### Speicherkraftwerk (Wasser)
Beim Speicherkraftwerk wird das Wasser eines Fließgewässers zu einem Stausee aufgestaut, aus dem es in Zeiten erhöhten Energiebedarfs abfließen und in einem Wasserkraftwerk elektrische Energie erzeugen kann. Durch einen natürlichen Zulauf füllt sich der Speicher von alleine wieder auf. Speicherkraftwerke, bei denen elektrische Energie aus dem Stromnetz in Schwachlastzeiten verwendet wird, um den Wasserspeicher mittels Pumpen aufzufüllen, werden Pumpspeicherkraftwerke genannt. Wasserkraftanlagen, die Fließgewässer kontinuierlich nutzen, werden als Laufwasserkraftwerke bezeichnet.
In Norwegen gehören Wasserkraftwerke zum Grundpfeiler der Energieversorgung. Etwa 1250 Wasserkraftwerke liefern jährlich mehr als 120 TWh an Strom, wobei 3/4 der installierten Leistung von Speicherkraftwerken bereitgestellt wird.

#### Pumpspeicherkraftwerk

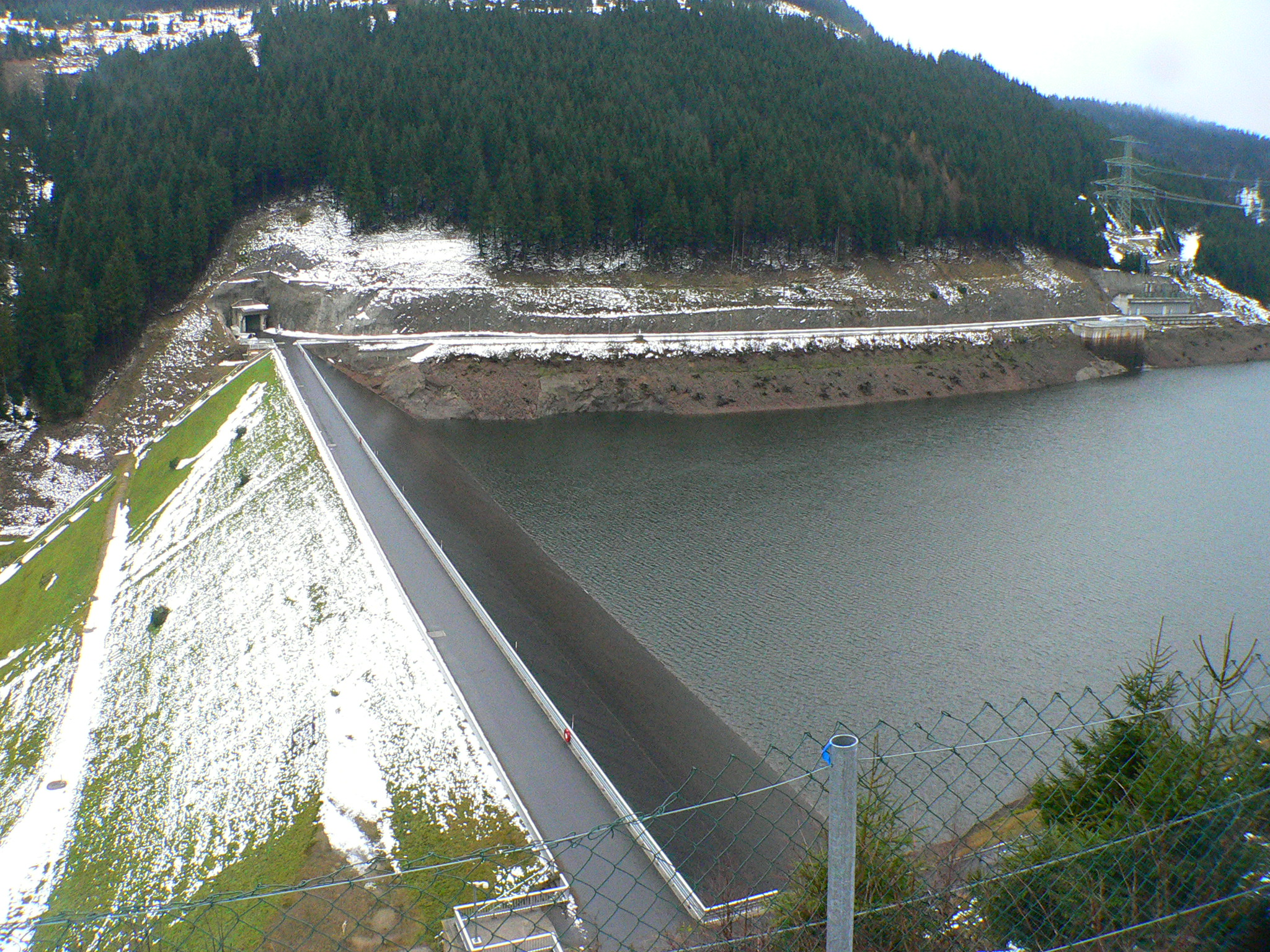
Wasserbecken für das Pumpspeicherwerk Goldisthal in Thüringen

Pumpspeicherkraftwerke funktionieren wie Wasserspeicherkraftwerke. Zudem kann überschüssige elektrische Leistung aus dem Stromnetz gespeichert werden. Dazu wird Wasser aus niedriger Lage mit Pumpen in den höher gelegenen Speichersee gepumpt. Der Wirkungsgrad beträgt ca. 70 % bis 85 %.
In Deutschland haben Pumpspeicherkraftwerke eine große Bedeutung bei der Bereitstellung von Regelleistung zur Steuerung des Stromnetzes. Deutschlandweit gibt es etwa 30 Pumpspeicherkraftwerke mit einer Gesamtleistung von 7 Gigawatt und einer Speicherkapazität von 40 GWh.

#### Kugelpumpspeicher
Ein Kugelpumpspeicher ist ein Konzept und eine (Stand 2017) einmalig als Pilotprojekt am Bodensee realisierte Versuchsanlage eines Pumpspeicherkraftwerks, bei dem unter Wasser in maximal 700 m Tiefe Hohlkugeln aus Beton mit ca. 30 m Durchmesser installiert werden und mit Wasser gefüllt bzw. entleert werden.

#### Hubspeicherkraftwerk
Hubspeicherkraftwerke speichern elektrische Energie in Form von potentieller Energie (Lageenergie). Anstelle von Wasser werden hierbei Festkörper als Speichermasse genutzt.
Die Technik hierfür ist grundsätzlich aus zahlreichen anderen Anwendungen (beispielsweise der Kuckucksuhr) erprobt, es existieren aber bisher kaum Anlagen für die großtechnische Nutzung. Anfang 2020 wurde im Kanton Tessin eine Testanlage gebaut.

### Drehmassenspeicher (Kinetische Energie)
In einem Schwungrad-Speicherkraftwerk wird ein Schwungrad mittels eines Elektromotors angetrieben und die Energie in Form von Rotationsenergie für kurze Speicherzeiten im Minutenbereich vorgehalten. Moderne Schwungräder arbeiten hierbei mit hohen Drehzahlen bei geringen Reibungsverlusten durch Magnetlager und Vakuum. Bei Entnahme von elektrischer Energie wird über einen elektrischen Generator das Schwungrad abgebremst. Typische Anwendungsfälle sind die Stabilisierung von Stromnetzen und die Rückgewinnung von Bremsenergie im Bahnverkehr und bei Industrieanwendungen. Es existieren weltweit Anlagen im Leistungsbereich bis zu einigen MW, z. B. im Max-Planck-Institut für Plasmaphysik in Garching für das Experiment ASDEX Upgrade, bei dem der Strom in Sekundenbruchteilen das Plasma aufheizt.

### Chemische Speicherung
Da Akkumulatoren Strom speichern ist angedacht, die Flotte parkender Elektroautos als variablen Stromspeicher zu nutzen (Vehicle to Grid).

#### Batterie-Speicherkraftwerk

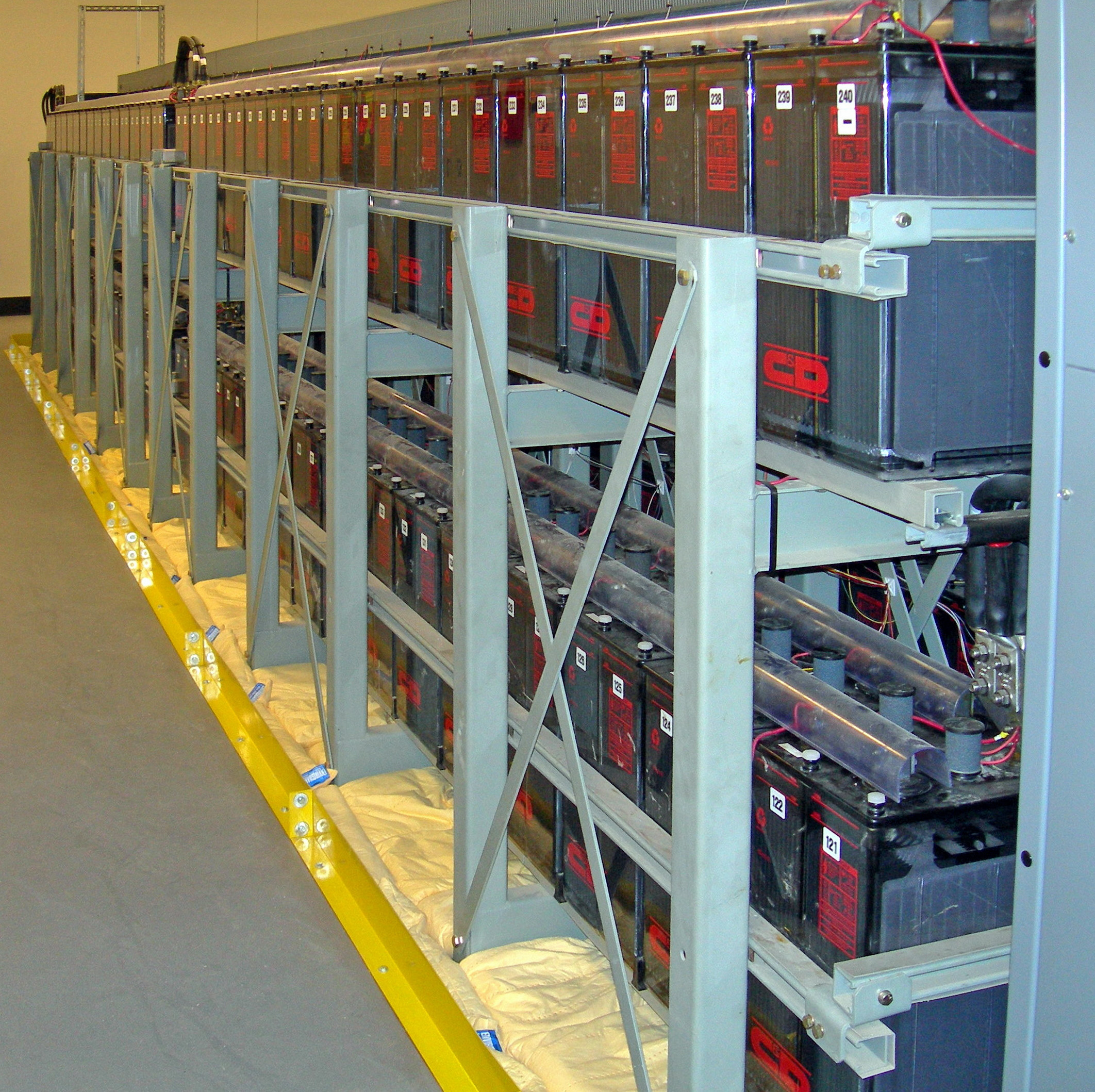
Batterien für die Notstromversorgung eines Rechenzentrums

Akkumulatoren werden in Batterie-Speicherkraftwerken eingesetzt, insbesondere bei Leistungen bis zu 1,3 GW und Kapazitäten bis 3,3 GWh. Im April 2024 waren in Deutschland nach Energy Charts Batterie-Speicherkraftwerke mit 9,3 GW Leistung und 13,6 GWh Kapazität installiert. Die installierte Leistung ist in Deutschland vergleichbar mit der installierten Leistung von Pumpspeicherkraftwerken (9,9 GW).

#### Redox-Flow-Batterie
Eine Sonderform des Akkumulators stellt die Redox-Flow-Batterie dar: Die zwei energiespeichernden Elektrolyte zirkulieren dabei in zwei getrennten Kreisläufen, zwischen denen in der galvanischen Zelle mittels einer Membran der Ionenaustausch erfolgt. Die Tankgröße mit den Elektrolyten ist hierbei einfach skalierbar. Es wird für möglich gehalten, dass Flowzellen auf umweltfreundlicher Ligninbasis zukünftig bei einem Speicherwirkungsgrad von 90 % Speicherkosten von ca. 3 ct/kWh aufweisen werden. Im Vergleich zum Lithium-Ionen-Akku ist die Energiedichte einer Redox-Flow-Zelle um ein Vielfaches geringer.

#### Brenngas
Brenngase können mithilfe von Strom erzeugt werden (Power-to-Gas-Konzepte), Gaspipelines und Pufferbehälter können dadurch als Speicher genutzt werden. Mit Gaskraftwerken kann das Brenngas zurück in Strom verwandelt werden.

##### Grüner Wasserstoff
Mit Wasser und Ökostrom kann über die Wasserelektrolyse grüner Wasserstoff hergestellt werden. Wasserstoff kann in Behältern gespeichert werden. Eine Rückverstromung erfolgt über Gaskraftwerke.

##### Grünes Methan
Grünes Methan, was mit Erdgas chemisch identisch ist, kann aus grünem Wasserstoff, CO2 und Ökostrom mit der Methanisierung produziert werden. Zur Speicherung und Weiterleitung kann die bestehende Infrastruktur für Erdgas verwendet werden, wie Erdgasleitungen und Erdgasspeicher. Zur Rückverstromung können bestehende Gaskraftwerke genutzt werden. Der Vorteil gegenüber grünem Wasserstoff ist, dass nicht kostspielig eine neue Infrastruktur aufgebaut werden muss (siehe Wasserstoffwirtschaft). Die Wirkungsgrade sind nicht groß. Es gibt große Mengen an Erdgasspeicher, so dass Methan über lange Zeit gespeichert werden kann, z. B. vom Sommer in den Winter hinein.

#### E-Fuel
E-Fuel, ein synthetischer Kraftstoff, kann aus Wasser, CO2 und elektrischer Energie hergestellt werden. Die Speicherung erfolgt in Tanks. Die Rückverstromung erfolgt über
Stromerzeugungsaggregaten wie etwa Benzin- oder Dieselgeneratoren. Die Wirkungsgrade sind nicht groß. Es kann die bestehende Infrastruktur für Erdöl, Benzin und Diesel verwendet werden.

### Thermodynamische Energie (Druck und Wärme)

#### Druckluftspeicherkraftwerk
In einem Druckluftspeicherkraftwerk wird Druckluft in Kavernen in ehemaligen Salzstöcken zur Energiespeicherung eingesetzt. Derzeit existieren nur wenig Anlagen, die zudem zusätzlich mit Gas betrieben werden müssen. Beim Expandieren der Luft kühlt sich diese stark ab, sodass die Turbinen ohne zusätzliche Gasbeifeuerung vereisen würden.
Testanlagen, sogenannte adiabatische Druckluftspeicherkraftwerke, die ohne den zusätzlichen Einsatz von Gas betrieben werden können, sind in Planung.
Anstelle der Speicherung in Kavernen gibt es seit 2015 auch einen Prototyp, bei dem Ballons unter Wasser mit Druckluft gefüllt werden: Die kanadische Firma Hydrostor hat eine Versuchsanlage am Grund des Lake Ontario installiert, 2,5 km von der Küste entfernt in 55 Metern Tiefe. Unter Wasser in einer Tiefe von 50 bis 100 Metern werden riesige Ballons aus Nylongewebe am Grund angebracht. Bei Stromüberschuss wird Luft in die Ballons gepumpt. Die Druckluft kommt aus Kompressoranlagen an Land, die mit Rohren mit den Ballons verbunden sind. Durch den Wasserdruck wird die Luft stark komprimiert, so dass eine große Menge Luft in den Ballons Platz hat, ohne dass die Ballons stark belastet werden. Bei Strombedarf lässt man die Luft aus den Ballons über die Rohre an Land durch eine Turbine strömen, die einen Generator antreibt. So wird die gespeicherte Energie wieder zurück in Strom verwandelt. Bei der Kompression der Luft entsteht Wärme, die in einem Wärmetauscher gespeichert und beim Zurückströmen und Entspannen der Luft wieder zugeführt wird.

#### Wärmespeicherkraftwerk
Wärmespeicherkraftwerke sind Energiespeicher für kleine bis mittlere Energiemengen in Form eines wärmespeichernden Mediums mit möglichst hoher thermischer Wärmekapazität, Temperaturbeständigkeit und Vorhaltemenge.
Der Prozess der Wärmespeicherung erfolgt dabei konventionell über eine elektrische Heizung oder eine Wärmepumpe, während die Energieabfuhr über ein konventionelles Dampfkraftwerk erfolgt. Als mögliche Medien kommen feste Steingranulate oder flüssige Wärmeträger in Betracht, die je nach Auslegung auf einige hundert bis tausend Grad Celsius erhitzt werden können. 
In Erdbecken-Wärmespeichern ist destilliertes Wasser der Wärmeträger. Das Wasser wird in ein allseitig abgedecktes Erdbecken eingeleitet und bildet praktisch einen unterirdischen See. Durch die natürliche Schichtung des Wassers in verschiedene Temperaturzonen kann der Speicher sowohl zum Heizen als auch zum Kühlen verwendet werden.
Im Rahmen der Energiewende und dem in Deutschland geplanten Kohleausstiegs bis 2038 wird derzeit getestet, ob der Umbau von Kohlekraftwerken zu Wärmespeicherkraftwerken zielführend ist. Hierbei sind Pilotanlagen mit den Speichermedien Vulkangestein und Flüssigsalz in Betrieb bzw. geplant.
Auch im Rahmen der Kraft-Wärme-Kopplung kommen Wärmespeicher zum Einsatz, um die Versorgung mit Wärmeenergie unabhängig von der aktuellen Stromerzeugung gewährleisten zu können.

#### Kryogene Energiespeicherung
Bei diesem Verfahren wird Luft oder Stickstoff mit dem Linde-Verfahren auf −195 °C heruntergekühlt und lässt sich im Vakuumgefäß bei Atmosphärendruck lagern. Bei der Umwandlung in Gas wird die damit verbundene starke Zunahme von Volumen und Druck dazu genutzt, um eine Turbine zur Stromerzeugung anzutreiben. Die Technologie wird bereits in einem britischen Kraftwerk im Pilotbetrieb eingesetzt.

### Vergleich von Speicherkraftwerken
Die folgende Liste beinhaltet einige exemplarische Speicherkraftwerke und soll einen Überblick über altbewährte und neue Technologien geben.
| Name                              | Typ                          | Energieform                   | Status                | Land               | Fertig- stellung | Lebensdauer in Jahren | Leistung in MW | Kapazität in MWh | Wirkungs- grad                       | Investition in Mill. € | Reaktionszeit in Minuten |
| --------------------------------- | ---------------------------- | ----------------------------- | --------------------- | ------------------ | ---------------- | --------------------- | -------------- | ---------------- | ------------------------------------ | ---------------------- | ------------------------ |
| Pumpspeicherwerk Goldisthal       | Pumpspeicherkraftwerk        | Lageenergie                   | Kommerzieller Betrieb | Deutschland        | 2003             | 30–100                | 1.060          | 8.500            | 80 %                                 | 623                    | 1,63                     |
| Kraftwerk McIntosh                | Druckluftspeicherkraftwerk   | Luftdruck                     | Kommerzieller Betrieb | Vereinigte Staaten | 1991             | 28 bisher             | 110            | 2.860            | 54 %                                 | ?                      | 14                       |
| Windpark Hornsdale                | Batterie-Speicherkraftwerk   | Lithium-Ionen                 | Kommerzieller Betrieb | Australien         | 2017             | ?                     | 100            | 129              | 90–98 %                              | 100                    | <1                       |
| Wärmespeicher Hamburg-Altenwerder | Hochtemperaturwärmespeicher  | Wärme in 1000 t Vulkangestein | Pilotprojekt          | Deutschland        | 2019             | ?                     | 1,5            | 130              | 22 %; bei Marktreife 45 % angestrebt | ?                      | wenige Minuten           |
| M-Partnerkraft SWM                | Schwungrad-Speicherkraftwerk | Rotationsenergie              | Pilotprojekt          | Deutschland        | 2010             | 20                    | 0,6            | 0,1              | 85–90 %                              | ?                      | <1                       |
| Rail Energy Storage Project       | Hubspeicherkraftwerk         | Lageenergie                   | Im Bau                | Vereinigte Staaten | -                | 30–40                 | 50             | 12,5             | 90 %                                 | 50,05                  | <1                       |

Anmerkungen: Die Lebensdauer von PSWs liegt für Turbinen und Pumpen bei 30–60 Jahren; für Speicherbecken und Talsperren bei 80–100 Jahren.